# Borivoje Đorđević
Borivoje Đorđević (serbisch-kyrillisch Боривоје Ђорђевић; * 2. August 1948 in Belgrad, Sozialistische Föderative Republik Jugoslawien) ist ein ehemaliger jugoslawischer Fußballspieler.

## Fußballkarriere
Borivoje Đorđević spielte elf Jahre in seiner Heimat für FK Partizan Belgrad, wo er in 194 Einsätzen insgesamt 24 Tore erzielte. Bereits in seiner ersten Saison stand er mit Belgrad im Finale des Europapokals der Landesmeister 1965/66, wo man mit 1:2 gegen Real Madrid verlor. Er wechselte dann 1976 nach Griechenland zu Panathinaikos Athen. In der Saison 1976/77 wurde Đorđević mit Athen Griechischer Meister. Darüber hinaus gewannen sie 1977 durch einen 2:1-Sieg im Finale gegen PAOK Thessaloniki den Griechischen Fußballpokal sowie ebenfalls durch einen 2:1-Erfolg im Finale gegen Slawia Sofia den Balkanpokal. 1978 schloss er sich dem deutschen Zweitligisten Eintracht Trier an, für den er in den kommenden zwei Jahren 52 Zweitligaspiele absolvierte und dabei acht Tore erzielte. Danach beendete er 1980 seine Karriere.
Đorđević kam in neun Partien der jugoslawischen Nationalmannschaft zum Einsatz. Sein Debüt gab er am 12. November 1967 beim 4:0-Sieg über Albanien. Đorđević nahm unter anderem an der Europameisterschaft 1968 in Italien teil.

## Erfolge
mit FK Partizan Belgrad:
- Finalist des Europapokals der Landesmeister: 1965/66

mit Panathinaikos Athen:
- Griechischer Meister: 1976/77
- Griechischen Fußballpokal: 1977
- Balkanpokal: 1977